# Marché Saint-Jacques
Le marché Saint-Jacques est un ancien marché public de Montréal au Québec. 
Cet immeuble Art déco construit en 1931, abrite aujourd'hui, un supermarché et des appartements/copropriétés. Il se situe sur la rue Ontario Est dans le quartier Centre-Sud.

## Historique

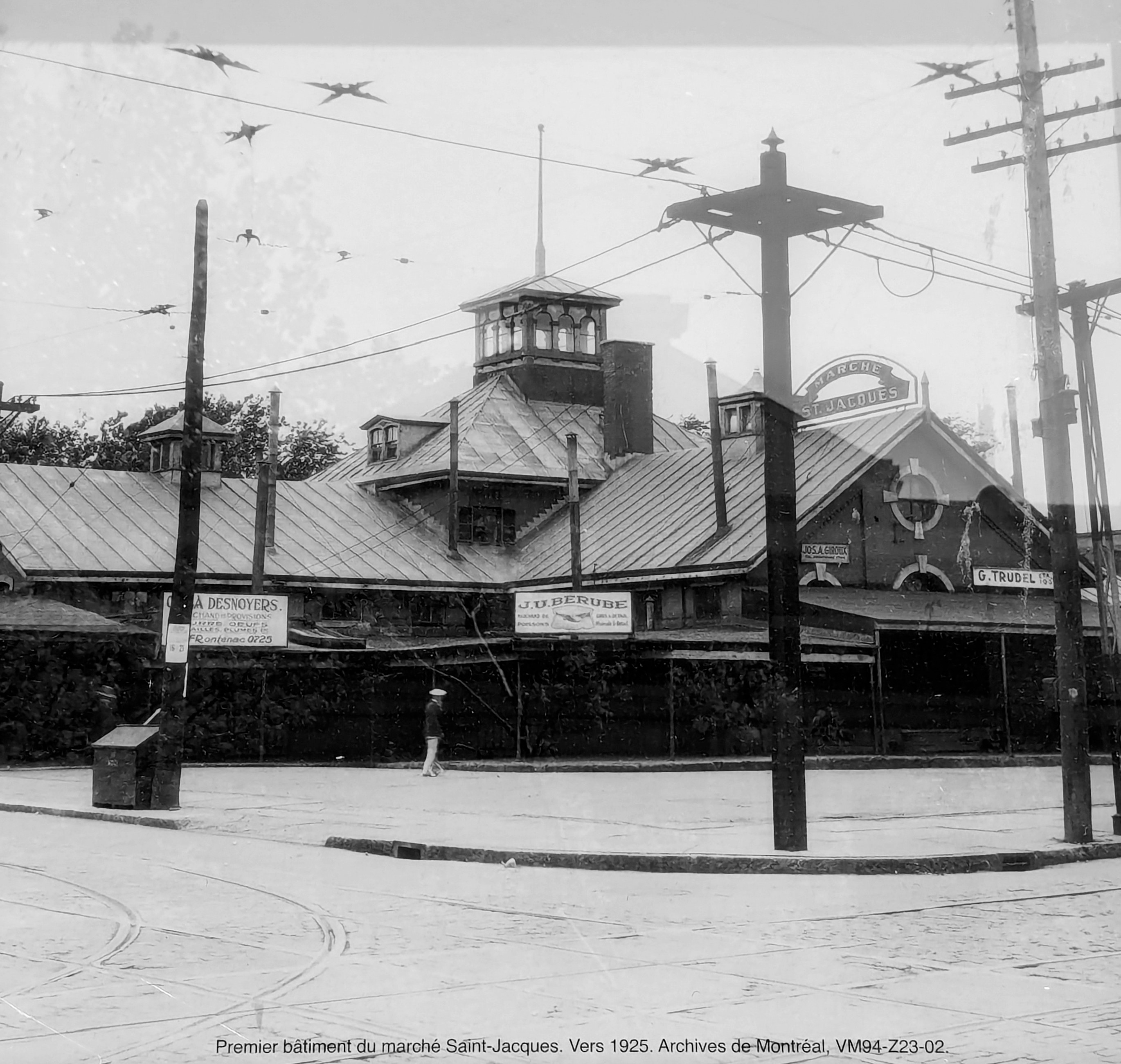
Premier bâtiment du marché vers 1925

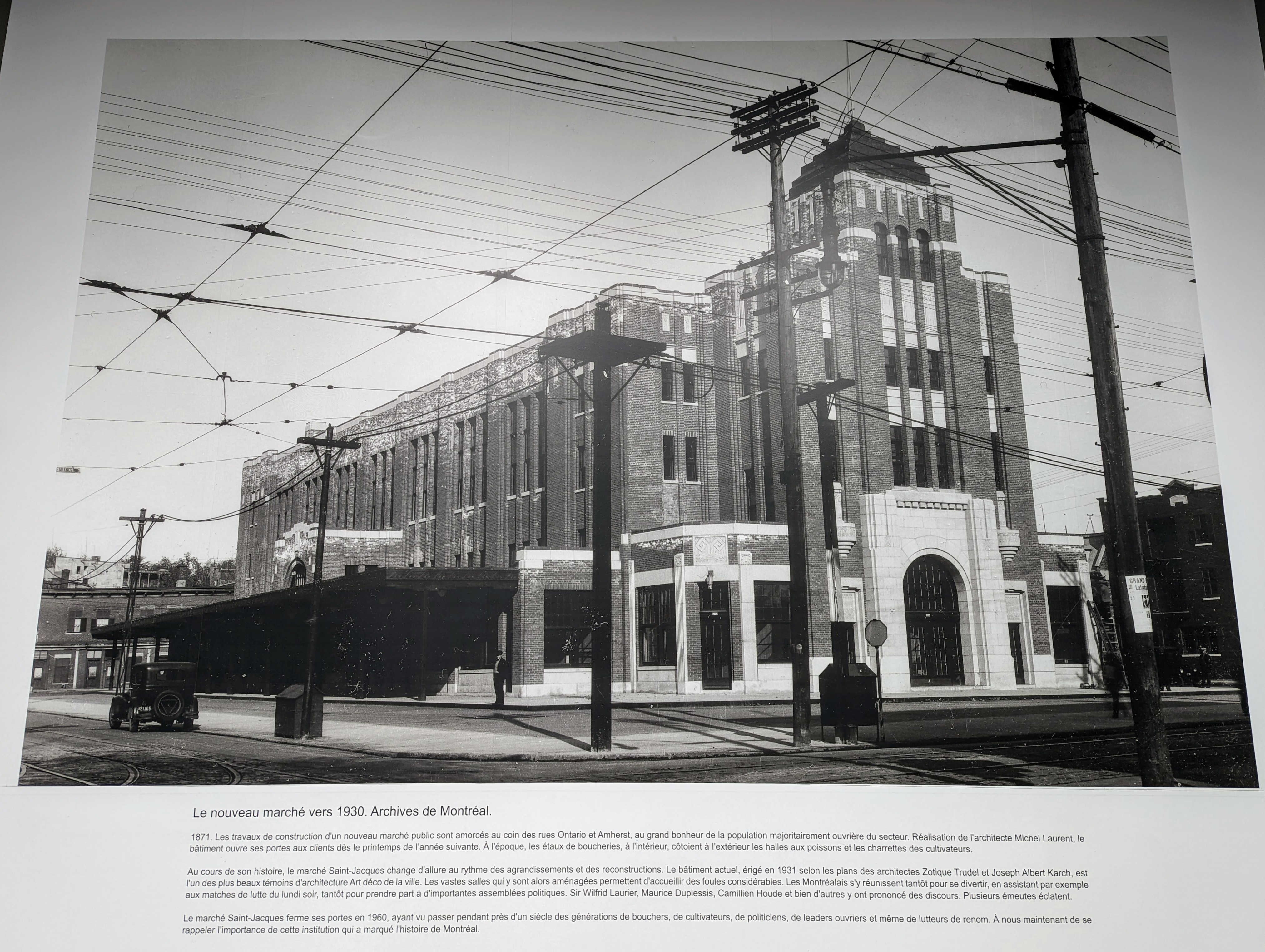
Marché Saint-Jacques dans les années 1930

Le premier marché Saint-Jacques de la ville de Montréal est construit en 1872 pour desservir la population grandissante des quartiers Saint-Jacques et Sainte-Marie. Des comptoirs de boucherie occupent l’intérieur du bâtiment, alors que les maraîchers viennent vendre leurs produits à l’extérieur lors de la saison des récoltes. Le marché devient rapidement très populaire et on y ajoute une nouvelle aile en 1889.
Avec la crise économique qui éclate en 1929, de nombreux travailleurs se retrouvent sans emploi. La ville de Montréal et le gouvernement fédéral organisent donc des travaux de chômage. 
En 1931, le marché Saint-Jacques est entièrement reconstruit, dans un style Art déco, selon les plans de l’architecte Zotique Trudel. 
Le nouveau bâtiment compte trois étages et présente une stature imposante grâce à ses nombreux piliers et à sa fenestration de forme allongée. Les commerçants sont alors installés au rez-de-chaussée, et l’étage supérieur fait place à une grande salle où se réunissent les habitants pour assister à diverses activités, dont des tournois de boxe et de lutte ou encore des assemblées politiques. L'expansion du marché entraîne la disparition du Square Amherst, qui se trouvait à l'arrière du marché initialement.
Des personnages canadiens-français ou montréalais tels Sir Wilfrid Laurier, Camillien Houde ou encore Jean Drapeau ont fréquenté ce lieu.
Après la Deuxième Guerre mondiale, la concurrence des grandes chaînes d’alimentation sonne le glas des marchés publics.
Au début des années 1960, les comptoirs du marché Saint-Jacques cèdent leur place au Service de santé de la ville de Montréal. Plus tard dans les années 1970, ce sont les bureaux de l’aide sociale qui s’y installent. C’est en 1982 que le marché Saint-Jacques retrouve, en partie, une vocation commerciale au rez-de-chaussée et à l’extérieur durant la belle saison. Cette initiative de la Ville témoigne à l’époque d’une volonté d’améliorer la qualité de vie des Montréalais.
Plus récemment, en 2007, la ville accède aux demandes de promoteurs et vend le marché Saint-Jacques au privé pour 2,3 millions de dollars. Le nouveau propriétaire privé doit toutefois conserver la vocation de « marché public » en louant la partie extérieure de l’immeuble à la ville jusqu’en 2022. De plus, le propriétaire est tenu de réserver le rez-de-chaussée du bâtiment à des commerces d’alimentation, ce qui permettra de relancer le développement commercial et économique du secteur.
En mars 2011, le marché Saint-Jacques devient 100 % privé après que le nouveau propriétaire, les Investissements rue Wolfe, une filière de Rosdev (entreprise appartenant à un leader de la communauté hassidique), a coupé l’accès à l’eau et à l’électricité aux marchands de la Corporation de gestion des marchés publics qui étaient situés à l'extérieur, provoquant ainsi leur départ.
Ainsi débarrassé des marchands, le bâtiment est revendu en mars 2012 pour une somme de 5,665 millions de dollars  à une compagnie à numéro appartenant au promoteur Jean-Pierre Houle (les projets Europa) qui souhaite y créer des condos de luxe en modifiant les usages permis par l'arrondissement Ville-Marie, et la hauteur permise au Plan d'urbanisme, en ajoutant des mezzanines sur le toit. 
Au début de 2013, le marché reprend vie avec l'implantation de sept commerces d'alimentation. 
La chaîne d'alimentation Super C ouvrira le 28 novembre 2019 une épicerie à grande surface dans le marché.
En 2022, le Groupe Mach achète le Marché Saint-Jacques.
Après plusieurs reports, les travaux d'aménagement prévus derrière le marché Saint-Jacques vont enfin commencer en 2024. Un investissement de 1,2 million de dollars a été alloué par la Ville de Montréal pour l'aménagement de la place du Square-Amherst. Une œuvre d'art s'inspirant de l'architecture de 1872 du premier bâtiment du marché Saint-Jacques sera installée sur cette nouvelle place.

## Galerie

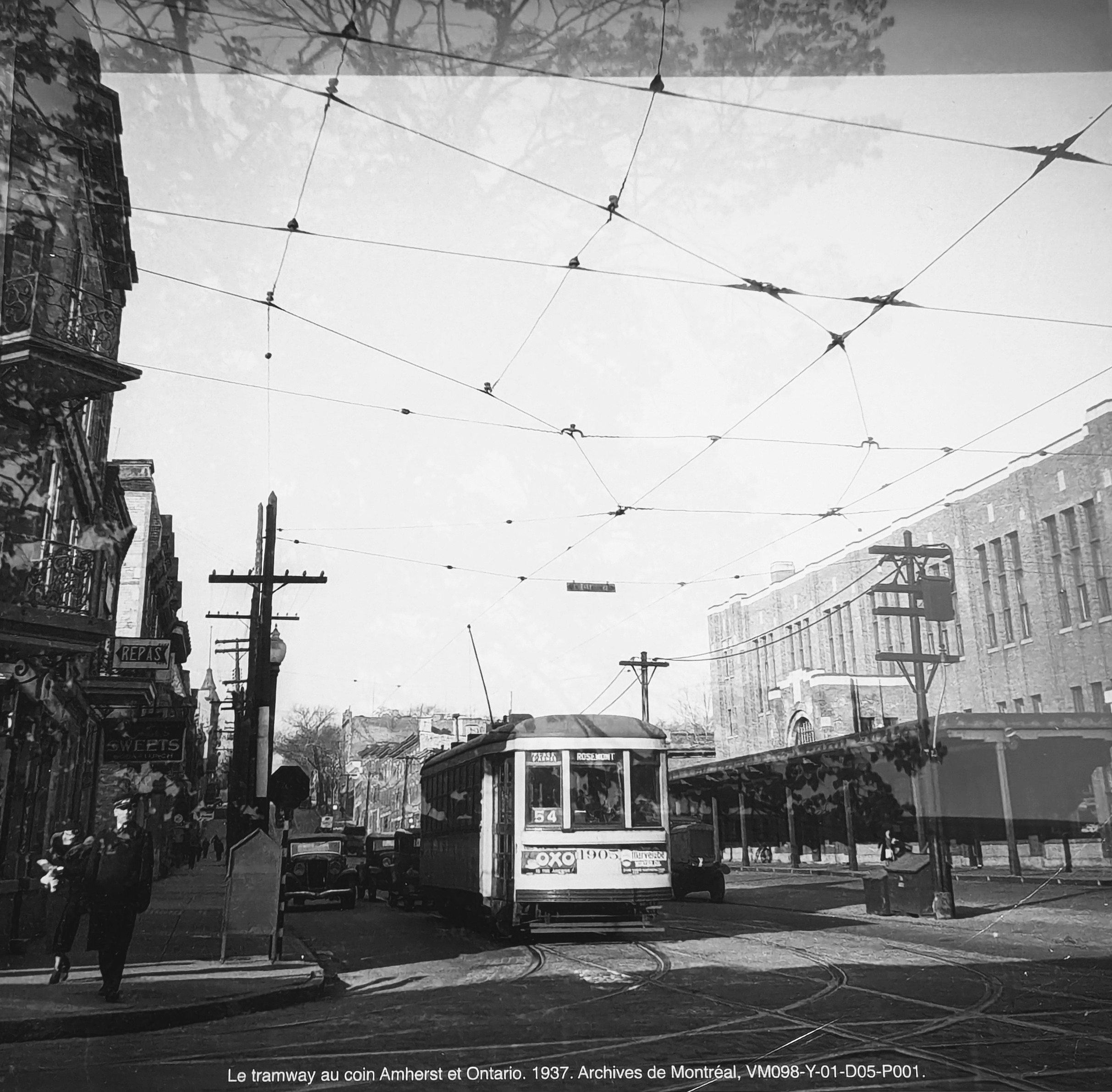
Marché Saint-Jacques en 1937
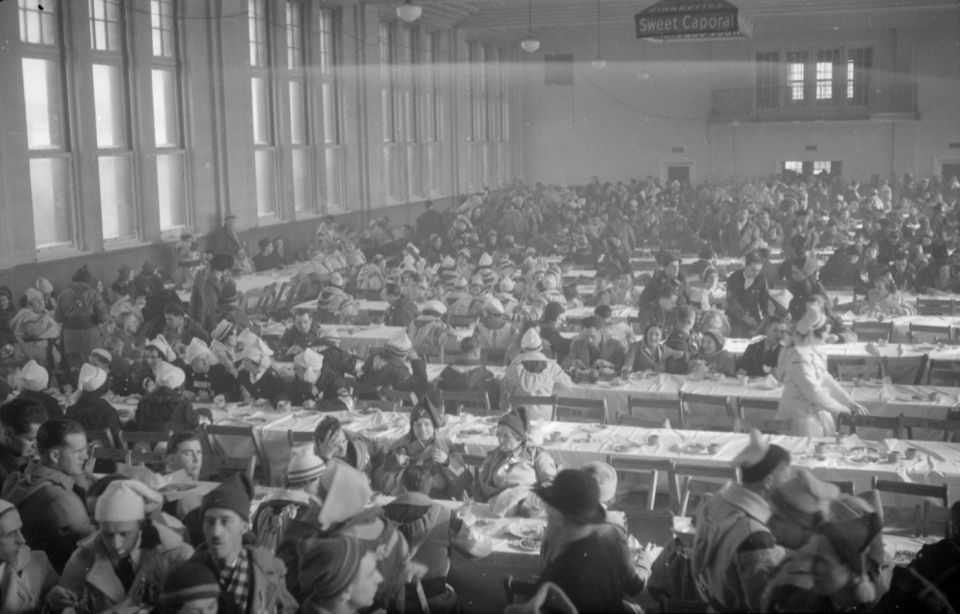
Repas à l'intérieur du marché Saint-Jacques en 1938
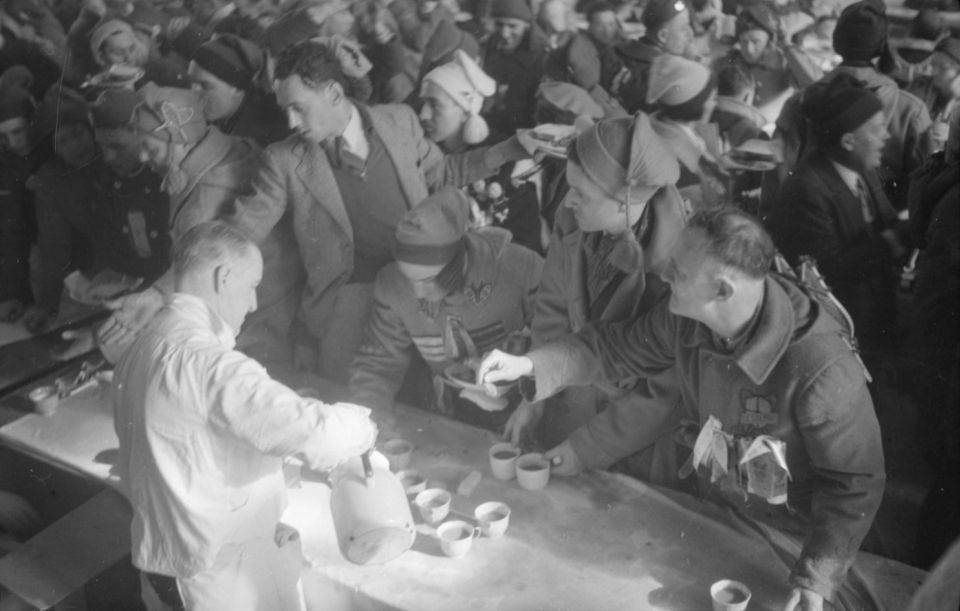
Cantine du marché Saint-Jacques, 1938
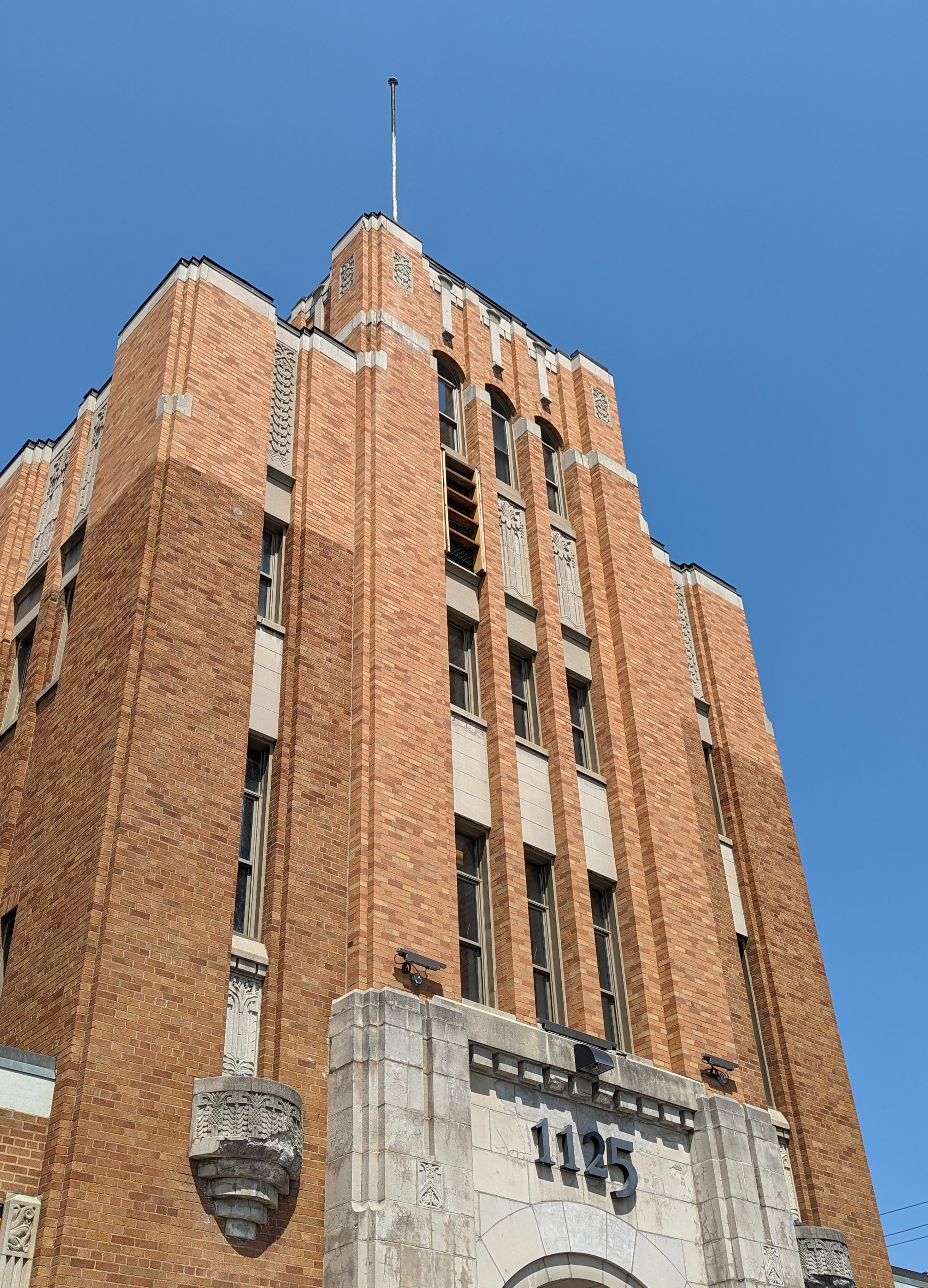
Vue sur la façade Sud de la tour
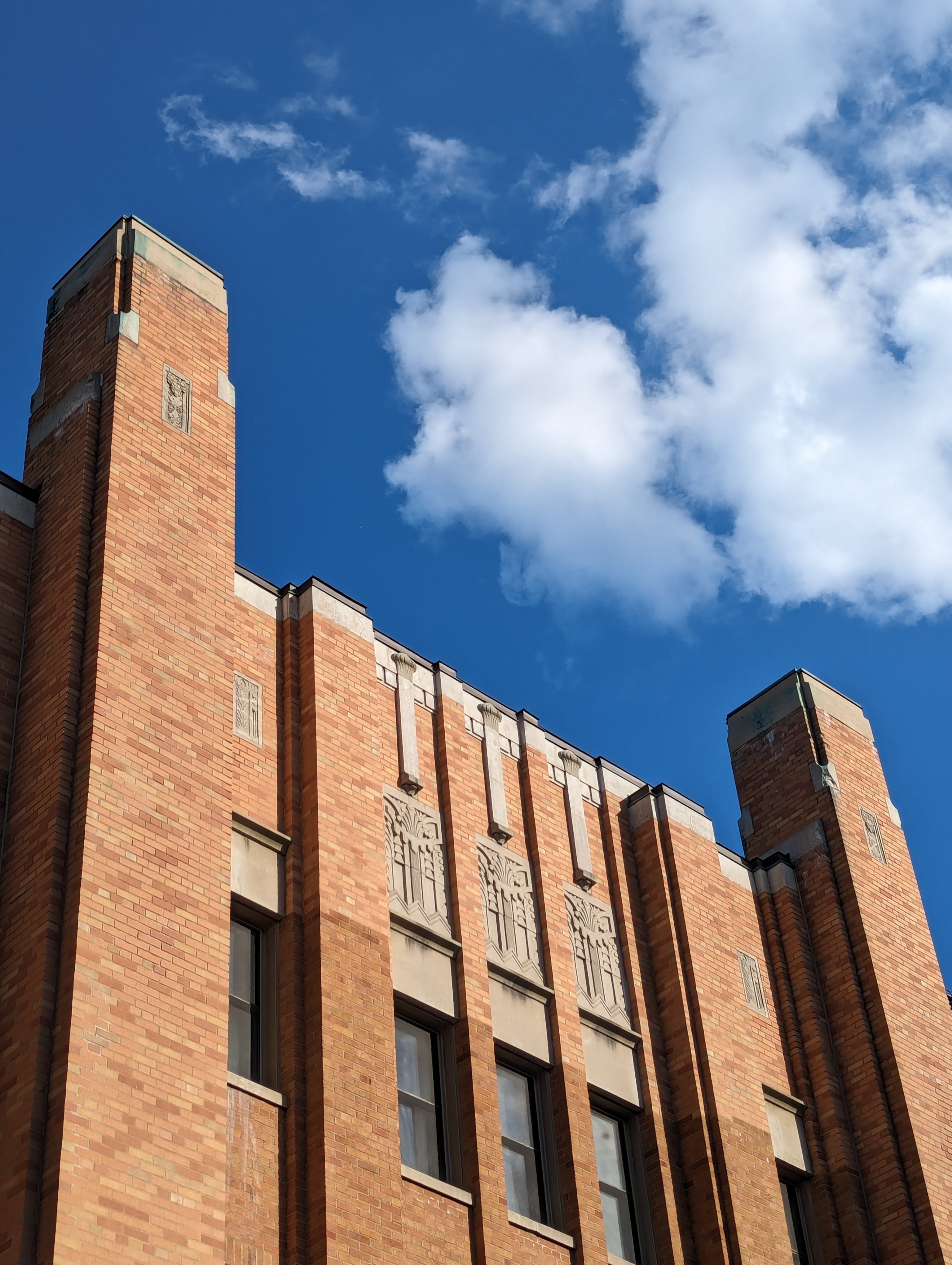
Arrière du Marché Saint-Jacques
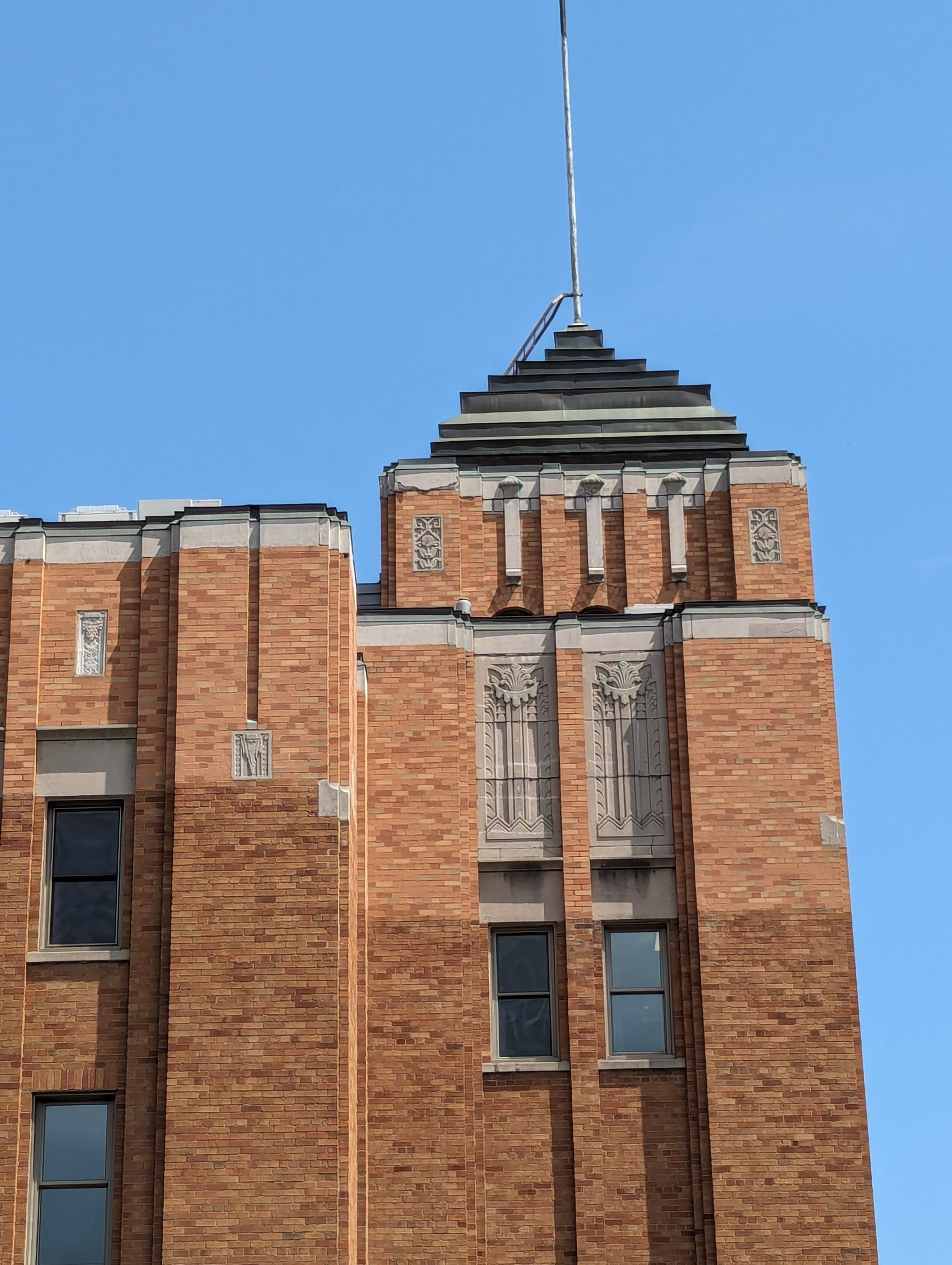
Vue de la façade Ouest de la tour
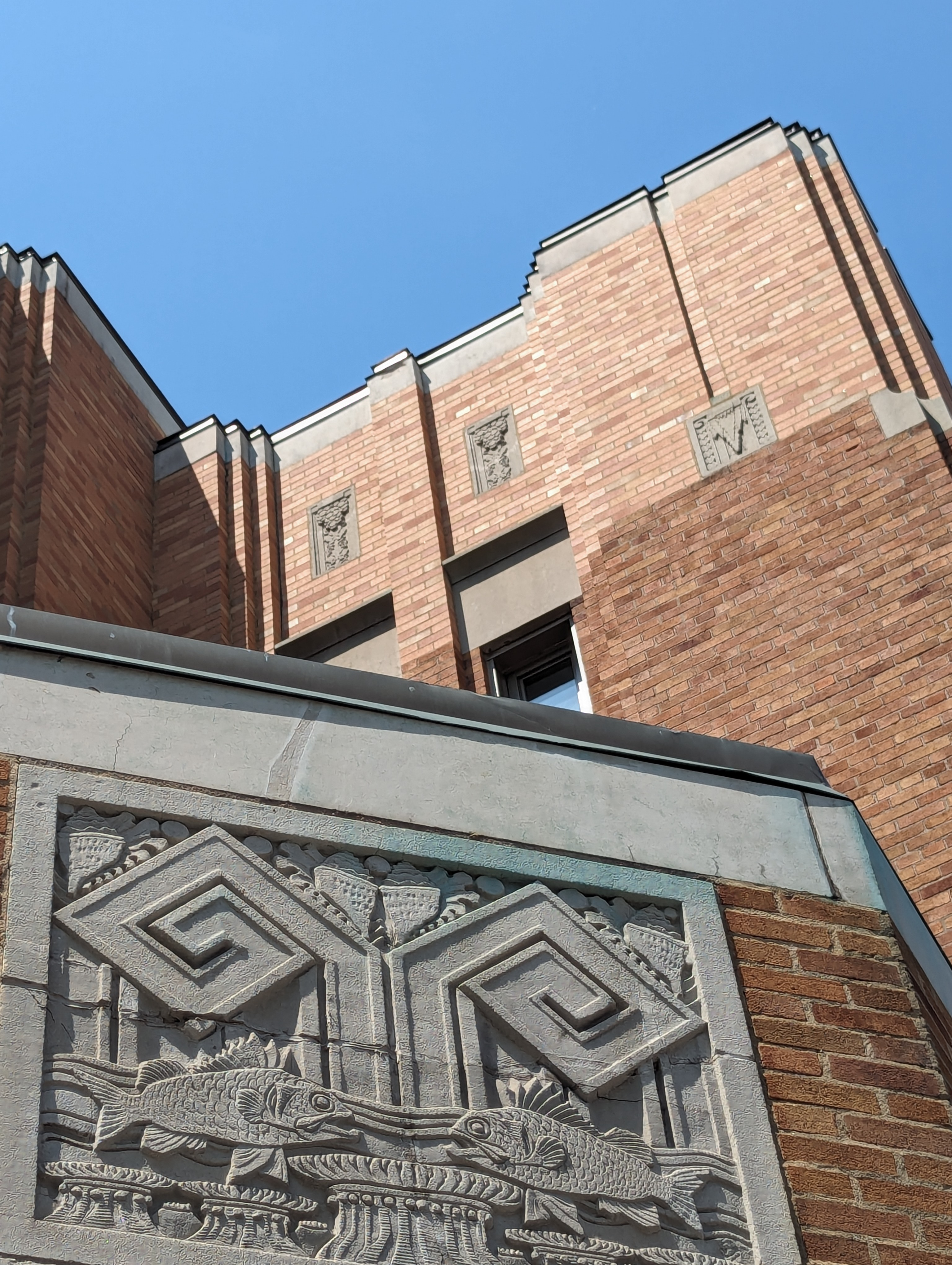
Ornements Art déco sur la façade Sud-Est
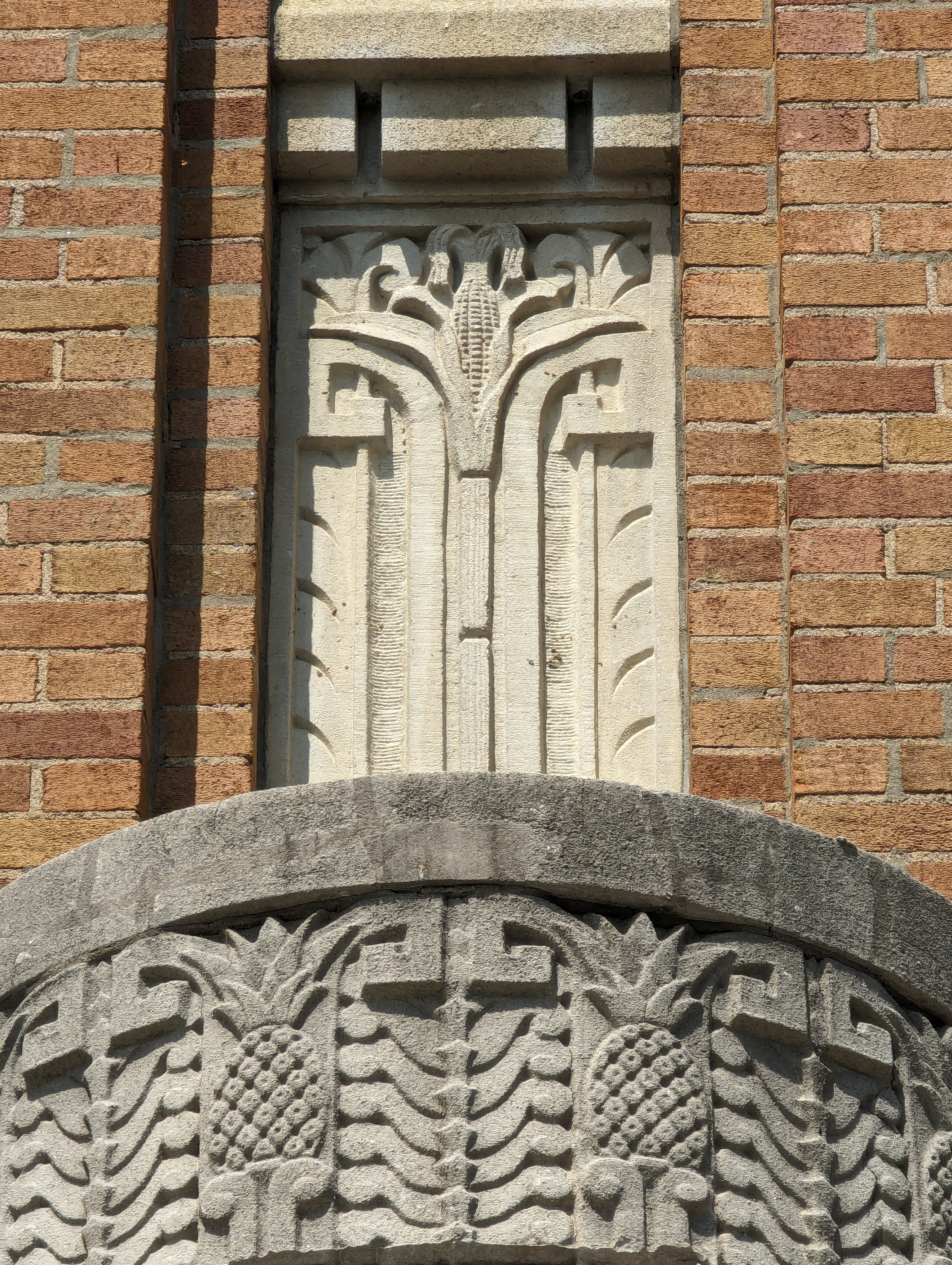
Ornements Art déco sur la façade Sud
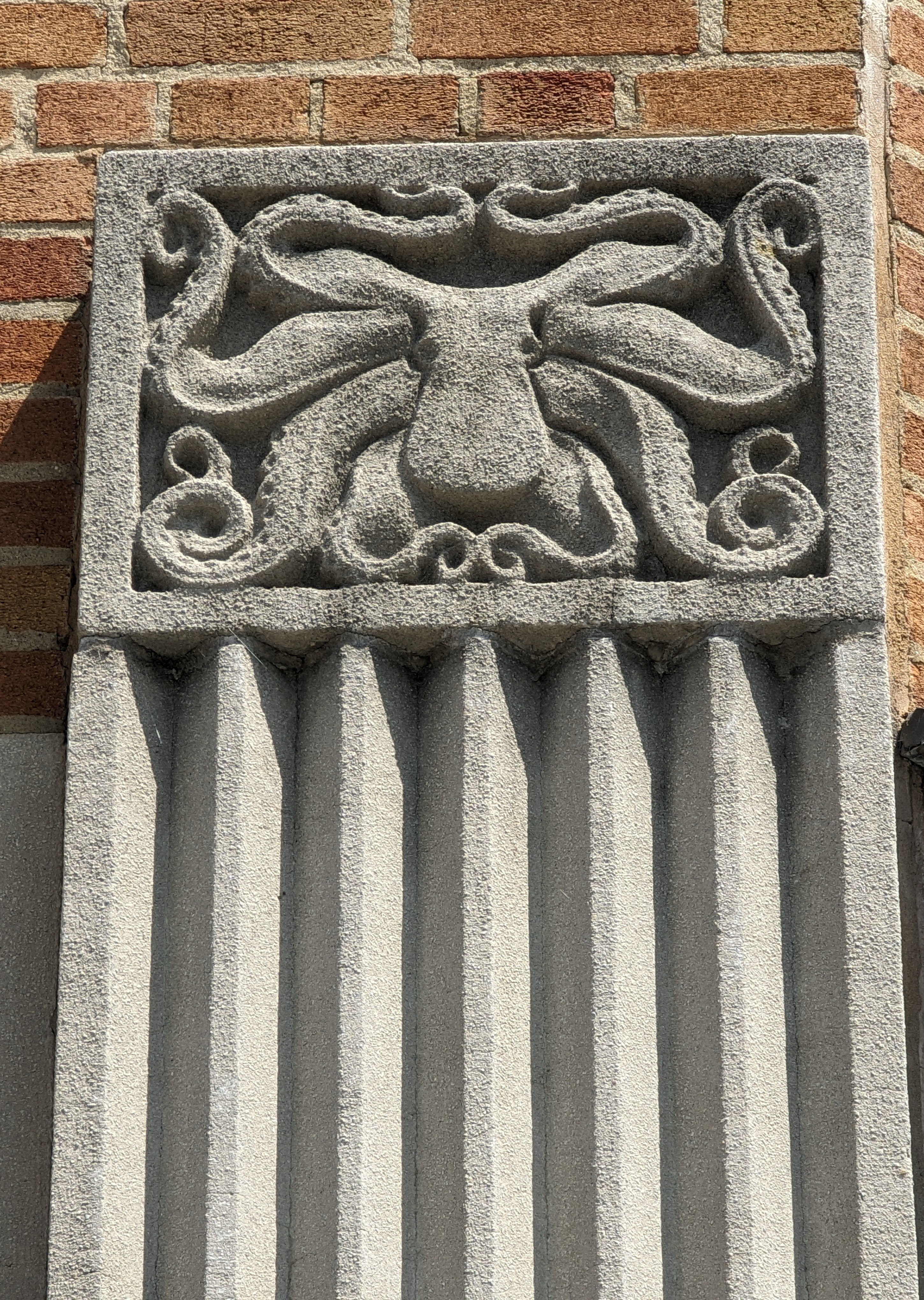
Ornements Art déco sur la façade Sud-Ouest
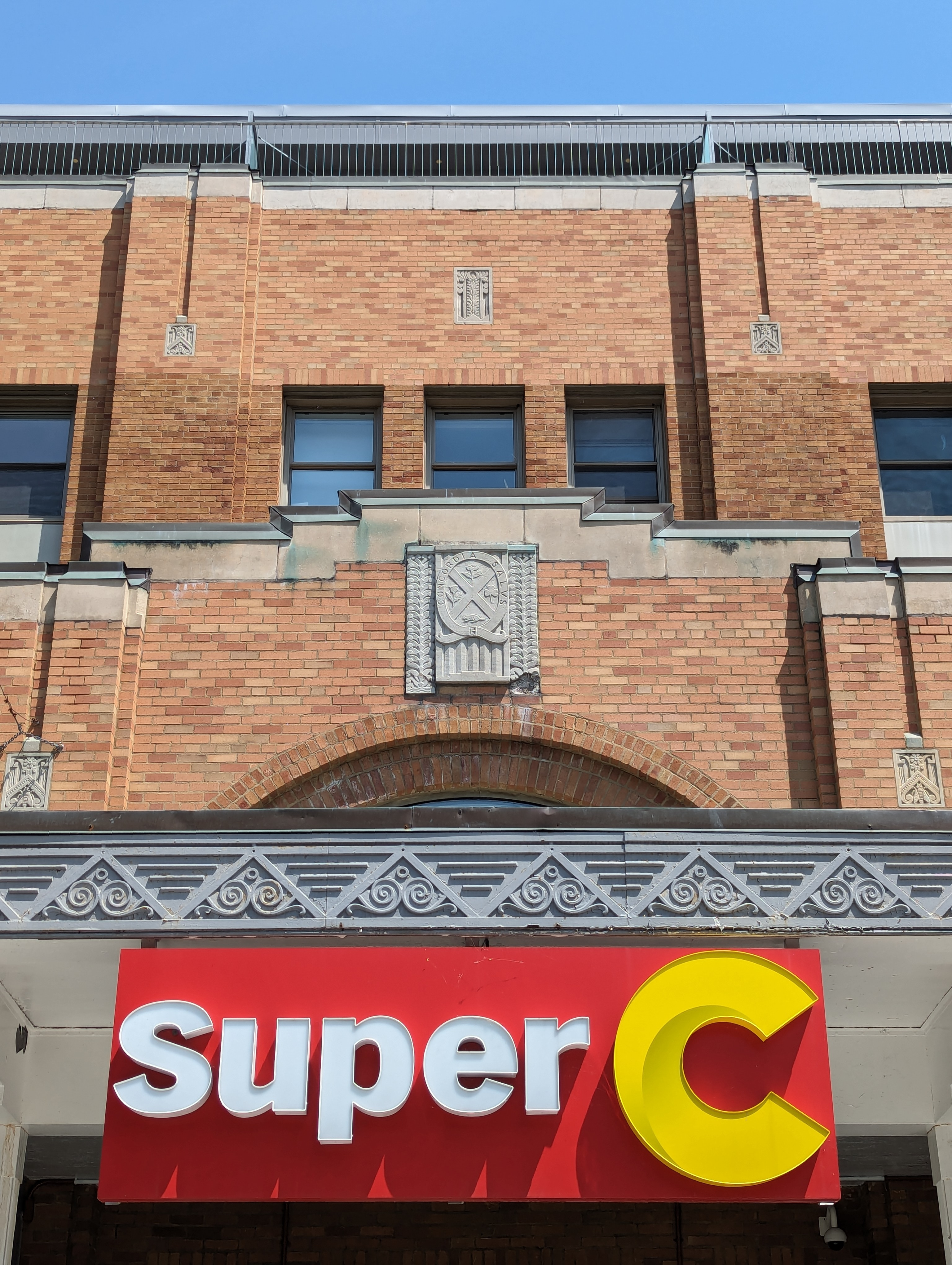
Super C, rue Atateken
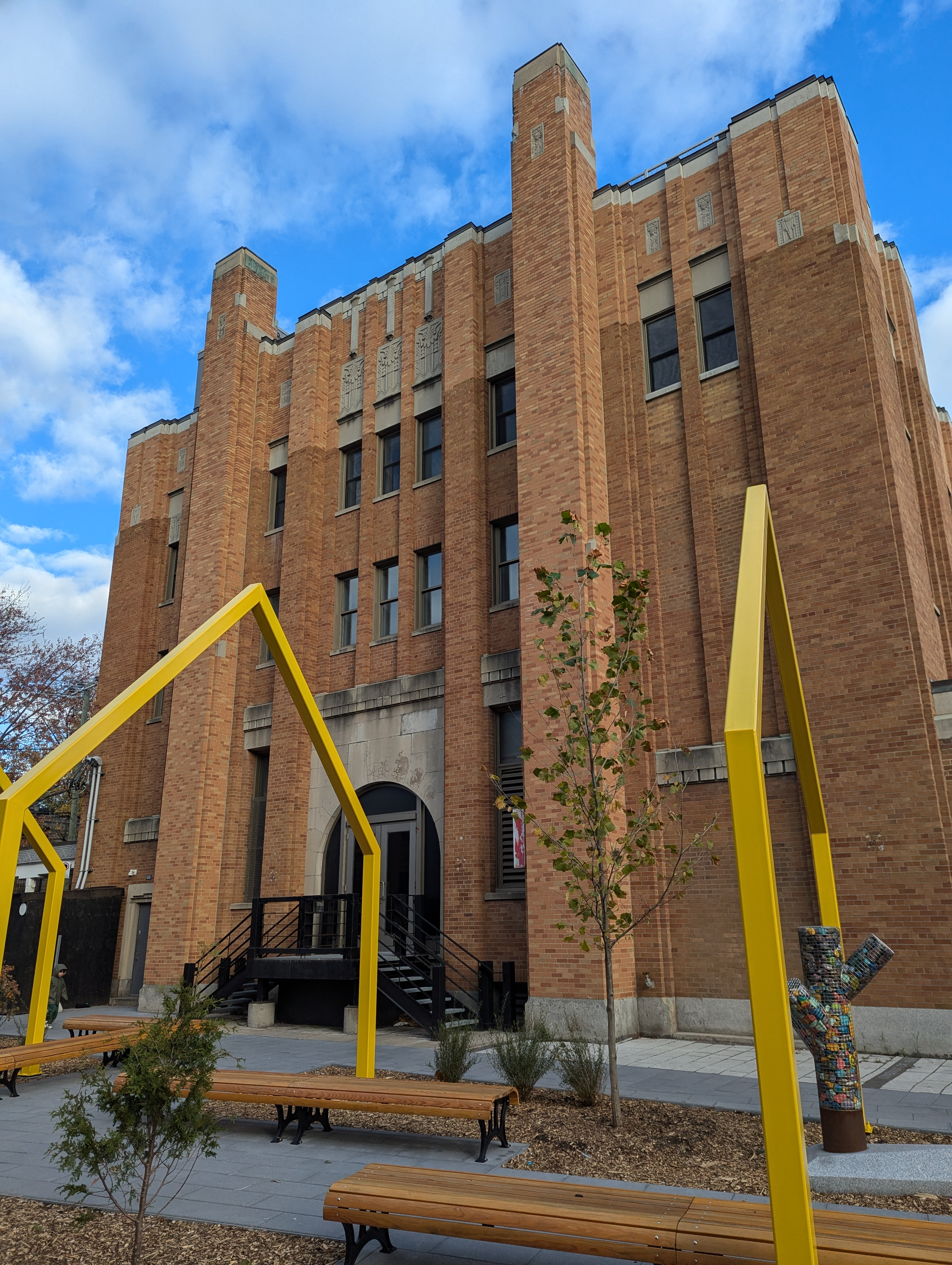
Place du Square-Amherst, derrière le Marché Saint-Jacques